# Саніонія
Саніонія (Sanionia) — рід мохів родини Amblystegiaceae або Scorpidiaceae.
Рід має космополітичне поширення.
Рід названо на честь Карла Густава Саніо (1832–1891).